# ブシネスク近似
ブシネスク近似 (Boussinesq approximation)とは、流体力学の自然対流問題において、熱膨張による密度変化に比べて膨張圧縮による密度変化が無視できるとする解析上の近似手法である。この近似のもとでは、密度変化は重力に比例した浮力としてのみ流体の運動に影響を及ぼし、運動量の変化を無視する。

## 定式化
密度 ρ が温度によって変化するとき、ナビエ-ストークス方程式は以下のようになる：
{\displaystyle {\frac {\partial \rho {\boldsymbol {v}}}{\partial t}}+({\boldsymbol {v}}\cdot \nabla )(\rho {\boldsymbol {v}})=-\nabla p+\mu \nabla ^{2}{\boldsymbol {v}}+(\rho -\rho _{0})g}
ここで右辺最終項は、基準密度 ρ0 からの密度変化による浮力を表す。
ブシネスク近似では、左辺に現れる密度は基準密度から変化しないとし、かつ右辺の浮力項の密度変化は温度変化に比例すると仮定する。
{\displaystyle {\frac {\partial (\rho _{0}{\boldsymbol {v}})}{\partial t}}+({\boldsymbol {v}}\cdot \nabla )(\rho _{0}{\boldsymbol {v}})=-\nabla p+\mu \nabla ^{2}{\boldsymbol {v}}-\rho _{0}\beta (T-T_{0})g}
ここで T0 は基準温度、β は体膨張係数である。変形すると、
{\displaystyle {\frac {\partial {\boldsymbol {v}}}{\partial t}}+({\boldsymbol {v}}\cdot \nabla )({\boldsymbol {v}})=-{\frac {1}{\rho _{0}}}\nabla p+\nu \nabla ^{2}{\boldsymbol {v}}-\beta (T-T_{0})g}
となり、非圧縮性のナビエ-ストークス方程式に外力項として浮力が付加されただけとなり、解析が簡単になる。

## 制限
この近似は密度変化による移流項の運動量変化を無視するものであるから、それが無視できないほど大きくなるとその妥当性を失う。つまり温度変化が小さく、β(T - T0) ≪ 1 が成り立つときにのみ有効な近似である。
具体的には空気で温度差が15℃、水で2℃以下のとき誤差が1%程度となる。